# Гарден-Сіті (Алабама)
Гарден-Сіті (англ. Garden City) — місто (англ. town) в США, в округах Каллмен і Блаунт штату Алабама. Населення — 528 осіб (2020).

## Географія
Гарден-Сіті розташований за координатами 34°0′57″ пн. ш. 86°45′4″ зх. д. / 34.01583° пн. ш. 86.75111° зх. д. (34.015971, -86.751158).  За даними Бюро перепису населення США в 2010 році місто мало площу 7,86 км², з яких 7,79 км² — суходіл та 0,07 км² — водойми.

### Клімат
Місто знаходиться у зоні, котра характеризується вологим субтропічним кліматом. Найтепліший місяць — липень із середньою температурою 26.3 °C (79.3 °F). Найхолодніший місяць — січень, із середньою температурою 5.2 °С (41.4 °F).
| Клімат Гарден-Сіті      | Клімат Гарден-Сіті | Клімат Гарден-Сіті | Клімат Гарден-Сіті | Клімат Гарден-Сіті | Клімат Гарден-Сіті | Клімат Гарден-Сіті | Клімат Гарден-Сіті | Клімат Гарден-Сіті | Клімат Гарден-Сіті | Клімат Гарден-Сіті | Клімат Гарден-Сіті | Клімат Гарден-Сіті | Клімат Гарден-Сіті |
| Показник                | Січ.               | Лют.               | Бер.               | Квіт.              | Трав.              | Черв.              | Лип.               | Серп.              | Вер.               | Жовт.              | Лист.              | Груд.              | Рік                |
| Середній максимум, °C   | 11,4               | 13,6               | 18,7               | 23,1               | 26,9               | 30,8               | 32,3               | 32,3               | 29,2               | 23,7               | 18                 | 12,2               | 22,7               |
| Середня температура, °C | 5,2                | 7,1                | 11,6               | 15,9               | 20,3               | 24,3               | 26,3               | 25,9               | 22,4               | 16,6               | 11,1               | 6                  | 16,1               |
| Середній мінімум, °C    | −1                 | 0,6                | 4,4                | 8,6                | 13,7               | 17,8               | 20,2               | 19,6               | 15,7               | 9,3                | 4,2                | −0,2               | 9,4                |
| Норма опадів, мм        | 140                | 134                | 159                | 132                | 108                | 90                 | 121                | 101                | 102                | 69                 | 107                | 140                | 1403               |
| Днів з опадами          | 9                  | 8                  | 9                  | 7                  | 7                  | 7                  | 8                  | 6                  | 6                  | 4                  | 7                  | 7                  | 84                 |
| Днів зі снігом          | 0,4                | 0,3                | 0,1                | 0                  | 0                  | 0                  | 0                  | 0                  | 0                  | 0                  | 0                  | 0,2                | 1                  |
| ----------------------- | ------------------ | ------------------ | ------------------ | ------------------ | ------------------ | ------------------ | ------------------ | ------------------ | ------------------ | ------------------ | ------------------ | ------------------ | ------------------ |
| Джерело: Weatherbase    |                    |                    |                    |                    |                    |                    |                    |                    |                    |                    |                    |                    |                    |

## Демографія
Згідно з переписом 2010 року, у місті мешкали 492 особи в 197 домогосподарствах у складі 151 родини. Густота населення становила 63 особи/км².  Було 243 помешкання (31/км²).
Расовий склад населення:
| - 98,2 % — білих - 0,4 % — корінних американців - 0,2 % — чорних або афроамериканців |

До двох чи більше рас належало 1,0 %. Частка іспаномовних становила 0,4 % від усіх жителів.
За віковим діапазоном населення розподілялося таким чином: 17,5 % — особи молодші 18 років, 60,3 % — особи у віці 18—64 років, 22,2 % — особи у віці 65 років та старші. Медіана віку мешканця становила 45,8 року. На 100 осіб жіночої статі у місті припадало 98,4 чоловіків;  на 100 жінок у віці від 18 років та старших — 91,5 чоловіків також старших 18 років.
Середній дохід на одне домашнє господарство  становив 38 157 доларів США (медіана — 31 591), а середній дохід на одну сім'ю — 45 994 долари (медіана — 37 500). За межею бідності перебувало 19,3 % осіб, у тому числі 42,4 % дітей у віці до 18 років та 6,5 % осіб у віці 65 років та старших.
Цивільне працевлаштоване населення становило 123 особи. Основні галузі зайнятості: освіта, охорона здоров'я та соціальна допомога — 32,5 %, мистецтво, розваги та відпочинок — 19,5 %, виробництво — 16,3 %.